# Territorio de la Capital Federal (Pakistán)
El Territorio de la Capital Federal (en inglés: Federal Capital Territory -FCT-) alrededor de Karachi fue el territorio capital original de Pakistán. El FCT fue creado en 1948 con la ciudad de Karachi y sus alrededores como el asiento de la capital de Pakistán tras su independencia. El FCT estaba limitado por la provincia de Sind al noreste, el estado principesco de Las Bela al noroeste, y el mar Arábigo al sur.

## Historia
Karachi se convirtió en la primera capital del nuevo país de Pakistán en 1947. El FCT se creó en 1948 para permitir al gobierno federal operar desde un territorio nacional. En ese momento tenía una población de 400 000 personas que comenzó a aumentar rápidamente debido al enfoque político en la ciudad y al hecho de que era el principal puerto marítimo comercial de Pakistán Occidental. Cuando el territorio fue absorbido por la provincia de Pakistán Occidental, la ciudad tenía una población de aproximadamente 1,9 millones.
Los principales grupos étnicos en esta región antes de la partición del subcontinente indio consistían en varios pequeños grupos lingüísticos y religiosos, como las comunidades guyarati, que incluían a parsis, hindúes, musulmanes sunitas, musulmanes ismailíes, bohras daudíes, musulmanes marwari, musulmanes kacchi y una gran número de comunidades cristianas locales. Un número considerable de sindis y baluchis residían en aldeas esporádicas de esta región. Sin embargo, todas estas comunidades fueron superadas en forma colectiva y simultánea por la afluencia de musulmanes muhajir que comenzaron a establecerse en Karachi porque era la capital federal y el mayor centro comercial; y algo más debido a la migración de las comunidades hindúes de esta región a la India, que resultó en cambios dramáticos y demográficos en esta área.

## Geografía y clima
El Territorio de la Capital Federal ocupaba 2 103 km² en comparación con la actual ciudad-distrito de Karachi, que ocupa 3 527 km². Además de la ciudad de Karachi, el Territorio de la Capital Federal también contenía varios pueblos pequeños y ciudades que ahora se han subsumido en el área metropolitana de Karachi. El territorio cubría llanuras rodantes limitadas por colinas al norte y al oeste, el río Indo al este y el mar Arábigo al sur. Varios ríos más pequeños fluyeron a través del corazón del territorio, incluyendo el río Malir y el río Layari. El puerto de Karachi estaba ubicado en una bahía protegida al suroeste de la ciudad, protegida por varias islas pequeñas. El clima del territorio fue moderado por la influencia del mar con inviernos relativamente suaves y veranos cálidos. Hubo poca precipitación y alta humedad durante gran parte del año, excepto durante las cortas lluvias del monzón.

## Economía y transporte
Karachi fue y sigue siendo la capital financiera de Pakistán, representando la mayor parte del PIB de la nación y generando la mayor parte de los ingresos nacionales. El Banco Estatal de Pakistán y la mayoría de los bancos comerciales tenían su sede en Karachi junto con la primera y más grande bolsa de valores de Pakistán: la KSE, ahora PSX.
El antiguo FCT fue atendido por la antigua terminal del Aeropuerto Internacional Quaid-e-Azam (actual Aeropuerto Internacional Jinnah), que ahora se utiliza para vuelos de Hach e instalaciones de carga. Además, había un aeropuerto en Mauripur que ahora es la base de la Fuerza Aérea de Pakistán en Masroor. En 1947, Karachi tenía el único puerto importante en Pakistán Occidental, mientras que Chittagong era el principal puerto de Pakistán Oriental. La ciudad estaba conectada con el resto del país por ferrocarril con las estaciones principales en la estación de la ciudad de Karachi y la estación de acantonamiento de Karachi.